# Anna Plochl

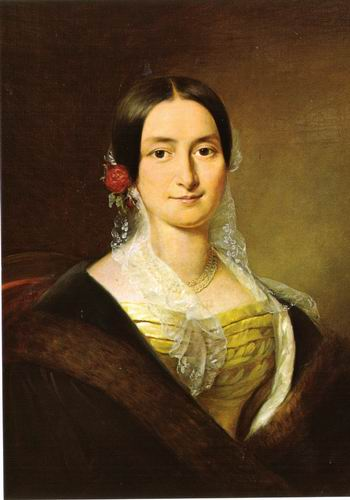
Anna Plochl

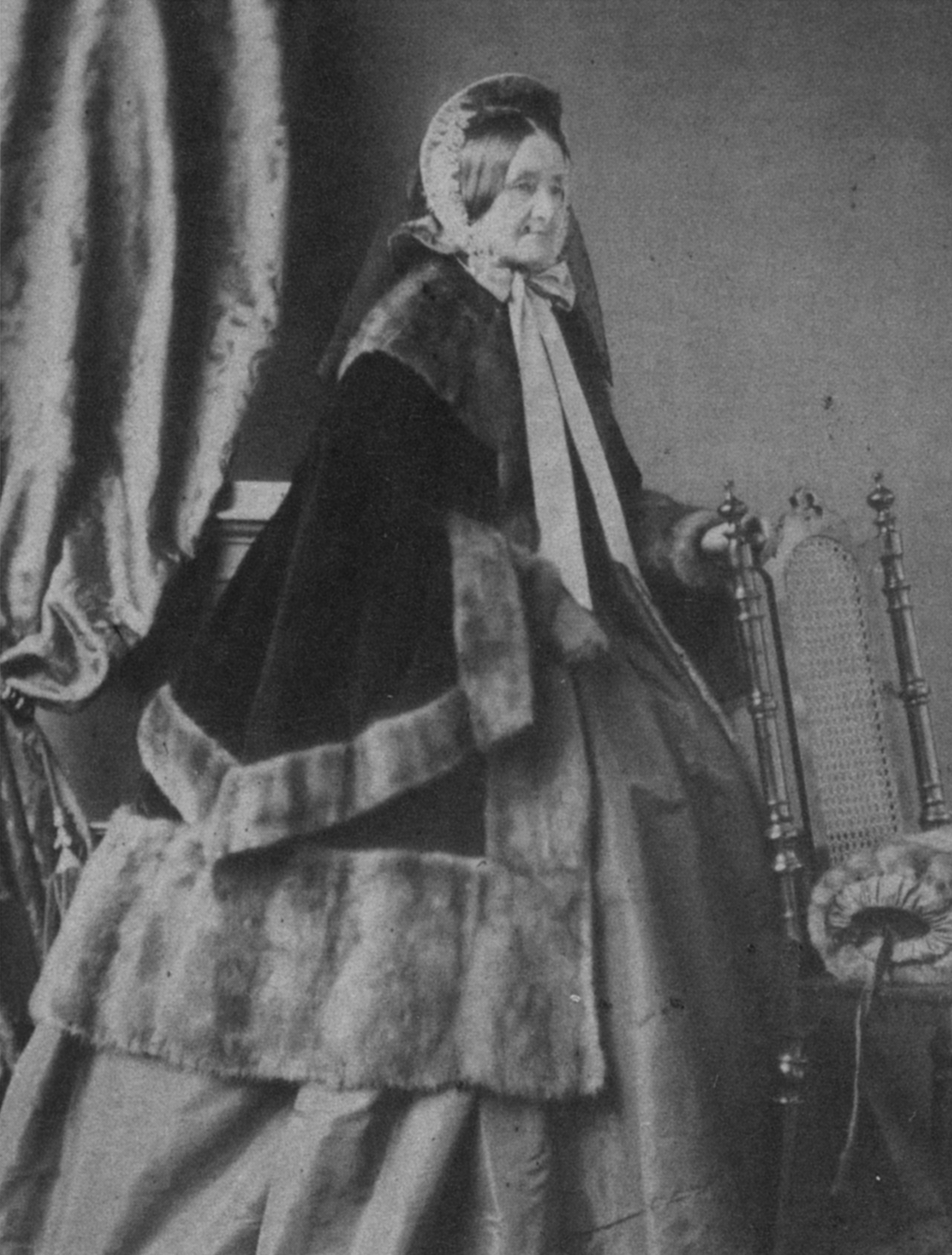
Anna Plochl, Fotografie von 1860

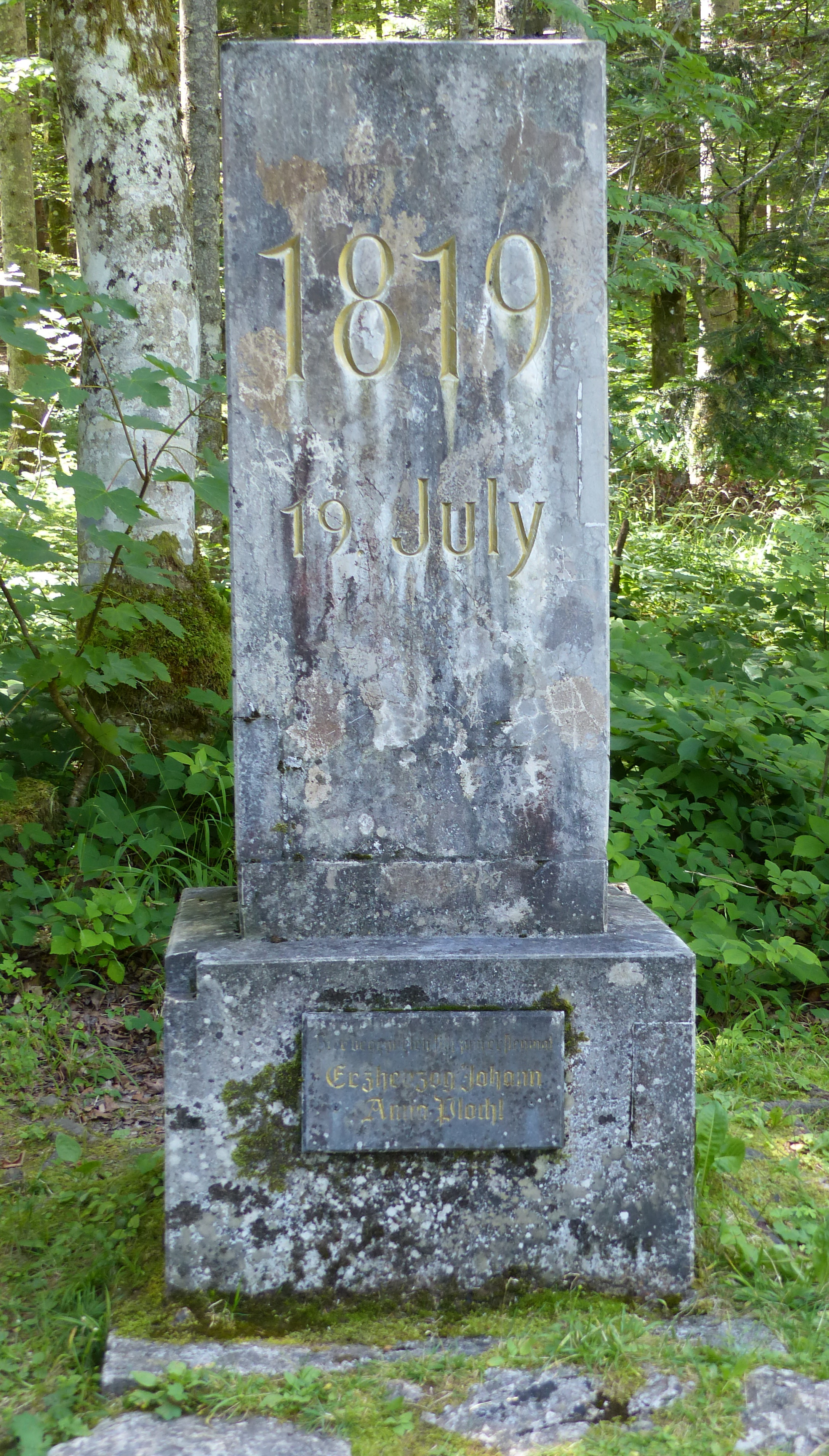
Gedenkstein am Toplitzsee, der an die Begegnung von Erzherzog Johann und Anna Plochl erinnert

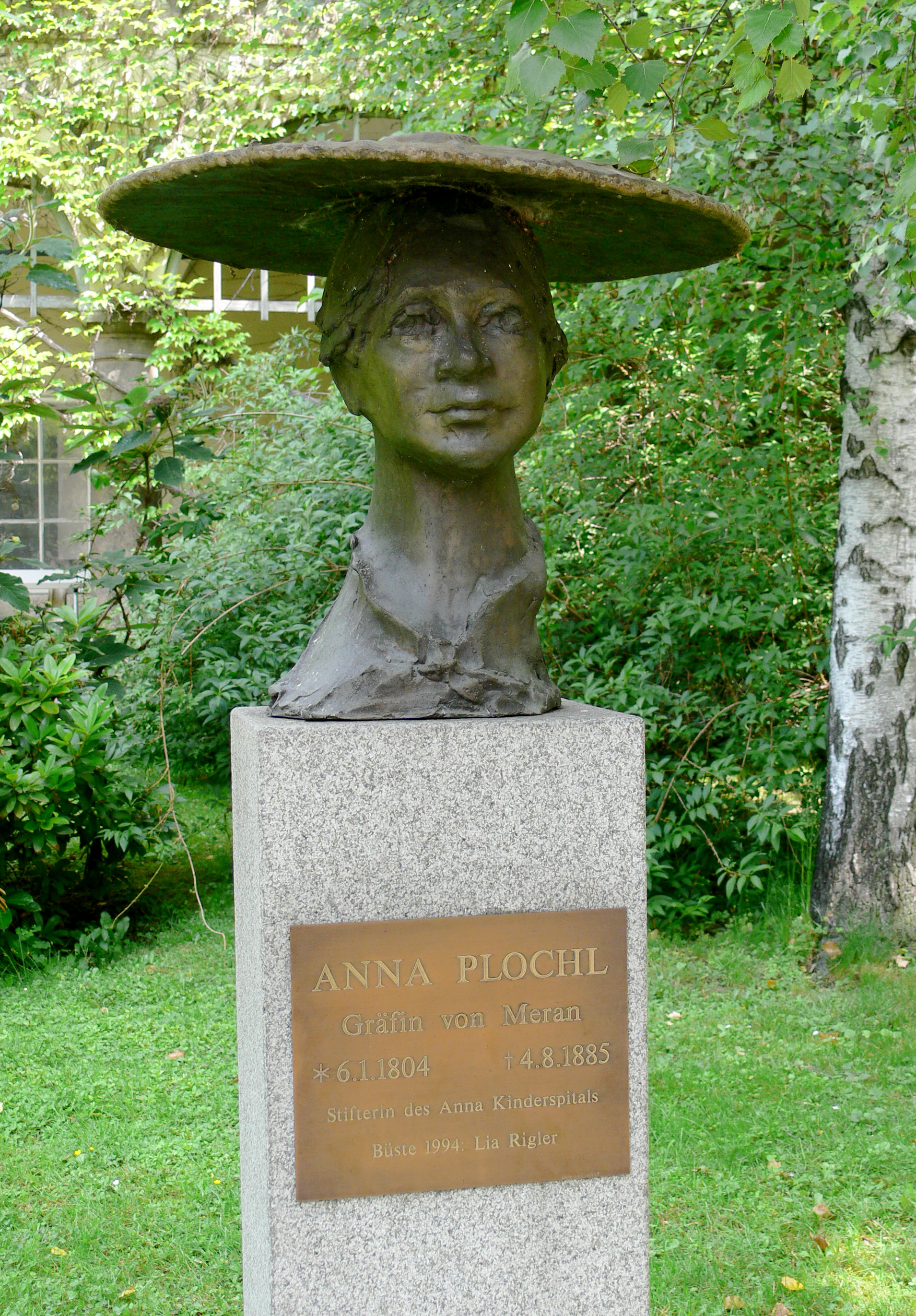
Büste der Anna Plochl (Künstlerin: Lia Rigler, Standort: Ehrengalerie, Grazer Burg)

Anna Plochl (* 6. Jänner 1804 als Anna Maria Josepha Plochl in Aussee, heute Bad Aussee; † 4. August 1885 ebenda), Freifrau von Brandhofen (1834), Gräfin von Meran (1850), war ab 1829 die Ehefrau von Erzherzog Johann von Österreich (1782–1859) durch eine morganatisch geschlossene Ehe.

## Leben
Anna Plochl war das älteste von 13 Kindern des Postmeisters Jakob Plochl (1774–1828) und seiner Frau Maria Anna Plochl (geb. Pilz) (1782–1821), die seit dem 31. Mai 1802 verheiratet waren. Nach dem Tod der Mutter kümmerte sie sich um den elterlichen Haushalt. Im Alter von 15 Jahren, am 22. August 1819, traf sie am Toplitzsee erstmals auf Erzherzog Johann von Österreich. Dieser wollte sie bereits im Jahre 1823 vor den Traualtar führen. Doch sein Bruder Kaiser Franz I. von Österreich verweigerte ihm die Zustimmung zu dieser Ehe mit einer Bürgerlichen. Trotzdem übersiedelte Anna am 20. September 1823 nach Vordernberg, wo Erzherzog Johann ein Radwerk besaß und wo sie im dortigen Gewerkenhaus des Erzherzogs die Wirtschaftsführung übernahm. Während Erzherzog Johann im Rahmen seiner vielseitigen Aktivitäten rastlos tätig in der Steiermark unterwegs war und auch dem Hof in Wien regelmäßig Besuche abstattete, versorgte Anna Plochl das Hauswesen in Vordernberg und ab 25. April 1824 auch am Schloss Brandhof, einem Mustergut des Erzherzogs in der Gemeinde Gußwerk.
Am 18. Februar 1829 um Mitternacht heirateten Erzherzog Johann und Anna Plochl nach langem, sechsjährigen Kampf um die Einwilligung von Kaiser Franz I. von Österreich, aber erst 1833 durfte Johann seine Ehe auch offiziell bekanntgeben.
Im Jahr 1834 wurde Anna Plochl dann zur Freifrau von Brandhofen ernannt, nach dem Gutshof ihres Gatten. Ihr Sohn und Erbe des Erzherzogs, Franz, wurde 1839 geboren und dem Vater gelang es, bei Metternich für den Sohn den Titel eines Grafen von Meran durchzusetzen. 1850 – fünf Jahre nach ihrem Sohn – wurde sie zur Gräfin von Meran ernannt.
Die Gattin des Erzherzogs war unter anderem auch für ihre vorzügliche steirische Küche bekannt, und die Gerichte auf Basis ihrer Rezepte gelten noch heute als Spezialität.
Nach dem Tod ihres Mannes im Jahr 1859, den sie 26 Jahre überlebte, führte Anna dessen Engagement in der Steiermark fort und kümmerte sich besonders um soziale Einrichtungen. Unter anderem wurde das Anna-Kinderspital in Graz ihr zu Ehren nach ihr benannt. Im August 1885 starb Anna, Gräfin von Meran, im Alter von 81 Jahren in Aussee und wurde neben ihrem Mann im Mausoleum in Schenna bei Meran beigesetzt.
In Stainz, wo ihr Mann Bürgermeister war, wurde die Anna-Plochl-Straße nach ihr benannt.

## Vorfahren
| Großeltern                         | Jakob Plochl ⚭ Maria Plochl (geb. Lubsch)                                                     | Jakob Plochl ⚭ Maria Plochl (geb. Lubsch)                                                     | Johann Pilz (1744–1792) ⚭ 1776 Ehrentrud Pilz (geb. Fürst) (1751–1806)                        |                                                                                               |
| Eltern                             | Postmeister Jakob Plochl (1774–1828) ⚭ 31. Mai 1802 Maria Anna Plochl (geb. Pilz) (1782–1821) | Postmeister Jakob Plochl (1774–1828) ⚭ 31. Mai 1802 Maria Anna Plochl (geb. Pilz) (1782–1821) | Postmeister Jakob Plochl (1774–1828) ⚭ 31. Mai 1802 Maria Anna Plochl (geb. Pilz) (1782–1821) | Postmeister Jakob Plochl (1774–1828) ⚭ 31. Mai 1802 Maria Anna Plochl (geb. Pilz) (1782–1821) |
| Anna Maria von Meran (geb. Plochl) |                                                                                               |                                                                                               |                                                                                               |                                                                                               |

## Nachfahren
Anna Maria Plochl heiratete am 18. Februar 1829 in Gußwerk bei Mariazell den Erzherzog Johann von Österreich. Sie hatten einen gemeinsamen Sohn:
- Franz von Meran (voller Name: Franz Ludwig Johann Baptist Graf von Meran, Freiherr von Brandhofen; * 11. März 1839; † 27. März 1891) ⚭ 1862 Theresia von Lamberg (1836–1913)

## Verfilmung
Im Jahre 2009 wurde die Liebesgeschichte von Erzherzog Johann und Anna Plochl unter dem Titel Geliebter Johann Geliebte Anna verfilmt. Der Film zeigt das Schicksal der beiden Hauptpersonen vor allem aus Annas Sicht.